# 건강한 아침 이진입니다
건강한 아침 이진입니다는 MBC 표준FM에서 매일 아침 5시 5분부터 아침 6시까지 MBC 이진 아나운서 진행으로 방송된 건강정보 라디오 프로그램이며, 전국에 방송되었다.

## 프로그램 역사
예전에 건강한 아침 황선숙입니다가 방송되다가 강영은 아나운서로 진행자가 변경되면서 《건강한 아침 강영은입니다》, 《아침풍경 강영은입니다》, 《아침을 달린다》라는 프로그램이 방송되었다가 2011년 기존 MBC 류수민 아나운서가 진행하던 《아침을 달린다 류수민입니다》를 폐지하고 다시 《건강한 아침 황선숙입니다》를 신설하였다. 2016년 3월 14일부터는 2018년 10월 7일까지는 MBC 이진 아나운서가 진행하였다.

## 코너 소개

### 오늘의 밥상 (월~금)
- 정이안 원장(정이안 한의원)

식품에 대한 정보도 얻고, 반찬 고민도 해결하는 시간입니다.

### 라디오 주치의 (월~수)
- 순천향대학교 서울병원 가정의학과 유병욱 교수

건강에 대해 궁금한 것은 무엇이든지 물어보세요. 가정의학과 전문의가 여러분의 궁금증을 해결해 드립니다.

### 9988 건강 길라잡이 (월~일)
- 전문의 코너/ 하나 이비인후과병원 이진석 박사 (월요일)

매주 월요일은 코, 귀, 목에 대한 건강정보와 궁금증을 해결해 드립니다.
- 전문의 코너/ 누네안과병원 오현섭 원장 (화요일)

매주 화요일은 안과 질환에 관한 모든 것을 알아보는 시간입니다.
- 우리 몸 관리법/ 고려대안산병원 가정의학과 김도훈 교수 (수요일)

우리 몸 각 장기들의 주요 기능, 대표적인 질환에 대해 꼼꼼하게 알려드립니다.
- 건강정보 이해하기/ 인하대 의학전문대학원 사회의학교실 황승식 교수 (목요일)

잘못된 건강 정보 바로 알기
- 우리가 몰랐던 약 이야기/ 대한약사회 약 바로 쓰기 운동본부 정재훈 박사 (금요일)

약에 대한 정보와 바르게 먹는 법을 알려드립니다.
- 전문의 코너/ 일산병원 외과 전문의 배성준 교수 (토요일)

외과 질환과 외과 관련 건강 정보를 하나씩 배워보는 시간입니다.
- 전문의 코너/ 여러분 병원 신경외과 전문의 김정수 원장 (일요알)

관절과 근육, 신경에 대해 알아보는 시간입니다.

### 생활 속의 한방 (목~일)
- 동국대학교 한의과대학 일산한방병원 병원장 정지찬 교수

건강에 대해 궁금한 것은 무엇이든지 물어보세요. 한방 전문의가 여러분의 궁금증을 해결해 드입니다.

### 마음 클리닉 (토요일)
- 서울정신건강의학과 서천석 원장

몸도 건강해야 하지만 마음도 함께 건강해야 진짜 건강한 것이라는 말이 있습니다. 몸과 마음의 조화로운 건강을 위해서 서천석 원장님과 함께 우리 마음을 들여다 보고 이해하는 시간입니다.

### 음식 여행 (일요일)
- 음식칼럼리스트 박정배

'이 음식은 언제부터 먹기 시작한걸까?' '어떤 과정을 거쳐서 우리가 지금 먹는 음식이 되었을꺼?'

### 브라보 마이 라이프 (월~금)
"오늘도 열심히 사는 당신을 응원합니다" 다른 사람보다 조금 일찍 일어나서 하루를 시작하는 분들의 이야기를 소개해 드립니다.

## 같이 보기
- 건강